# Хэмилтон, Нил
Нил Хэмилтон (англ. Neil Hamilton), имя при рождении Джеймс Нил Хэмилтон (англ. James Neil Hamilton; 9 сентября 1899 — 24 сентября 1984) — американский актёр театра, кино и телевидения 1910—1970-х годов.
За время своей кинокарьеры, охватившей более полувека, Хэмилтон сыграл более чем в 100 фильмах, среди которых «Америка» (1924), «Красавчик Жест» (1926), «Утренний патруль» (1930), «Грех Мадлон Клоде» (1931), «Сколько стоит Голливуд?» (1932), «Тарзан — человек-обезьяна» (1932), «Тарзан и его подруга» (1934), «Святой наносит ответный удар» (1939), «Когда незнакомцы женятся» (1944) «Миллионы Брюстера» (1945), «Хороший сосед Сэм» (1964) и «Бэтмен» (1966).
Более всего Хэмилтон известен по роли комиссара Гордона в телесериале «Бэтмен» (1966—1968).

## Ранние годы и начало карьеры
Нил Хэмилтон родился 9 сентября 1899 года в Линне, Массачусетс, США. Он начал карьеру в шоу-бизнесе как модель мужской одежды, снимаясь для журнальной рекламы. Заинтересовавшись актёрским мастерством, Хэмилтон поработал в нескольких театральных труппах, а в 1918 году пришёл в кино.

## Карьера кино и театре в 1918-1970- годах
В 1918—1919 годах Хэмилтон снялся в двух малозаметных фильмах, после чего в его карьере наступил перерыв до 1923 года, когда режиссёр Д. У. Гриффит, признанный ныне классиком американского кино, дал ему одну из главных ролей в романтической драме «Белая роза» (1923).На следующий год Хэмилтон сыграл главные роли ещё в двух картинах Гриффита — эпической драме «Америка» (1924) и в мелодраме «Разве жизнь не чудесна?» (1924).
В 1925 году Хэмилтон подписал контракт со студией Paramount Pictures и вскоре стал одним из самых популярных актёров этой студии. Обладая внешностью классического красавца, Хэмилтон сыграл главные роли в шести фильмах, среди которых криминальная драма «Улица забытых мужчин» (1925), вестерн «Золотая принцесса» (1925) и криминальная мелодрама «Великолепное преступление» (1925), где его партнёршей была Биби Даниелс.
Как отмечено в биографии актёра на сайте AllMovie, «в эпоху, когда надёжность была обязательным условием мужской звёздной славы, Хэмилтон стал одной из самых популярных личностей немого экрана, так же хорошо подходившей на роль верного Ника Каррауэя в драме „Великий Гэтсби“ (1926) с Уорнером Бакстером в заглавной роли (фильм считается утерянным), как и на роль отважного бойца иностранного легиона в приключенческой драме с Рональдом Колманом „Красавчик Жест“ (1926)». В 1927 году у Хэмилтона были главные роли в шести фильмах, среди которых социальная драма Джона Форда «Матушка Мэкри» (1927), криминальная мелодрама «Щит чести» (1927) и комедия Аллана Двона «Девушка счастья» (1927). Год спустя Хэмилтон сыграл в девяти картинах, среди которых историческая драма Эрнста Любича «Патриот» (1928) об императоре Павле I, где он был будущим императором Александром, комедия с Биби Даниелс «Возьми меня домой» (1928), драма «Столкновение» (1928) и комедия с Кларой Боу «Три уик-энда» (1928).
Приятный голос и отличная дикция позволили Хэмилтону с лёгкостью перейти в звуковое кино. В 1929 году он сыграл главные роли в шести фильмах, в том числе в криминальном триллере «Таинственный доктор Фу Манчу» (1929), где его партнёрами были Уорнер Оуленд и Джин Артур, музыкальной комедии «Зачем быть хорошим?» (1929), комедии Уильяма Уайлера «Любовная ловушка» (1929) и детективе «Затемнённая комната» (1929). Год спустя Хэмилтон снялся в восьми картинах, среди которых «Возвращение доктора Фу Манчу» (1930), военный экшн Говарда Хоукса «Утренний патруль» (1930) с участием Дугласа Фэрбенкса — младшего, криминальная мелодрама с Эдвардом Робинсоном «Вдова из Чикаго» (1930) и хоррор-детектив «Кошка крадётся» (1930).
Хэмилтон продолжал играть главные и вторые главные роли в фильмах 1931 года, среди которых криминальная мелодрама с Хелен Хейс «Грех Мадлон Клоде» (1931), мелодрама с Кларком Гейблом и Джоан Кроуфорд «Смеющиеся грешники» (1931), мелодрама с Робертом Монтгомери и Нормой Ширер «Незнакомцы могут поцеловаться» (1931) и музыкальная комедия с Кроуфорд «Эта современная эпоха» (1931). Как и год назад, в 1932 году Хэмилтон появился в восьми фильмах, часто играя вторые главные роли, либо значимые роли второго плана, в частности, в таких фильмах, как приключенческий экшн с Джонни Вейсмюллером «Тарзан — человек-обезьяна» (1932), музыкальная мелодрама Джорджа Кьюкора с Констанс Беннетт «Сколько стоит Голливуд?» (1932), романтическая комедия «Животное царство» (1932) с участием Энн Хардинг, Лесли Ховарда и Мирны Лой, а также драма Виктора Флеминга «Мокрый парад» (1932), в котором снялись такие актёры, как Уолтер Хьюстон, Роберт Янг и Льюис Стоун. Ещё год спустя была романтическая комедия с Гэри Купером и Фэй Рэй «В воскресенье, в обед» (1933), детектив «Ужас на борту» (1933) и детективный триллер «Шёлковый экспресс» (1933). В 1934 году Хэмилтон во второй раз сыграл в фильме про Тарзана — «Тарзан и его подруга» (1934), а также исполнил главную роль в романтической комедии с Энн Сотерн «Свидание вслепую» (1934), кроме того, у него были роли ещё в шести малопримечательных комедиях и мелодрамах.
Благодаря своей внешности и утончённым манерам Хэмилтон продолжал стабильно получать работу, сыграв главные роли или вторые главные роли в тринадцати фильмах 1935—1938 годов (пять из которых делались в Великобритании), однако преимущественно это были низкобюджетные картины невысокого уровня, произведённые на бедных киностудиях. Немного в лучшую сторону среди них выделялись мелодрама «Пчеловод» (1935), романтическая комедия «Леди, ведите себя прилично!» (1937), шпионская драма «Секретные жизни» (1937) и детектив «Убийство на Голливудском стадионе» (1938).
Перейдя на роли второго плана, Хэмилтон сыграл злодея в криминальной комедии с Джорджем Сандерсом «Святой наносит ответный удар» (1939), после чего появился в таких картинах, как приключенческая комедия Аллана Двона «Смотрите, кто смеётся» (1940) и романтическая комедия с Глорией Свенсон и Адольфом Менжу «Отец женится» (1941). Одновременно он продолжал играть главные и вторые главные роли в фильмах малых студий, в частности, был злодеем в вестерн-киносериале студии Republic Pictures «Король техасских рейнджеров» (1941). Он также появился в таких картинах, как криминальная комедия «Опасная леди» (1941), криминальный экшн «Крест обозначает точку» (1942) и комедия «Всё сама» (1943).
В 1944 году Хэмилтон сыграл значимую роль детектива в нуарном триллере Уильяма Касла «Когда незнакомцы женятся» (1944) с Ким Хантер и Робертом Митчемом в главных ролях. Как было отмечено в рецензии на фильм в журнале Variety, «Хэмилтон играет лейтенанта полиции тихо и с достоинством». После роли второго плана в комедии Аллана Двона «Миллионы Брюстера» (1945) с Деннисом О’Кифом в заглавной роли в карьере Хэмилтона наступил продолжительный перерыв. В эти годы он «растерял и свою славу, и состояние, и, как он с сожалением заметит позже, большинство своих так называемых друзей по индустрии. Только любовь его жены и непоколебимые религиозные убеждения помогли ему пережить эти самые мрачные дни».
В этот период Хэмилтон много работал на Бродвее, сыграв в таких спектаклях, как «Многих лет жизни» (1945), «Глубокая миссис Сайкс» (1945), «Мужчины, за которых мы выходим замуж» (1948), «Продолжение следует» (1952) и «Поздняя любовь» (1953—1954).
В 1961 году Хэмилтон вернулся на большой экран, сыграв одну из главных ролей в фильме ужасов «Рука дьявола» (1961) с участием Линды Кристиан, а также небольшую роль генерала в исторической мелодраме «Маленький пастырь грядущего царства» (1961). Ещё через три года Хэмилтон сыграл роли второго плана в комедиях «Хороший сосед Сэм» (1964) с Джеком Леммоном и Роми Шнайдер, а также «Козёл отпущения» (1964) и «Семейные ценности» (1965) — в обоих фильмах главную роль исполнил Джерри Льюис. До конца кинокарьеры ХЭмилтон сыграл небольшую роль (без указания в титрах) в криминальной мелодраме с Ланой Тёрнер «Мадам Икс» (1966), а также сыграл роль комиссара Гордона в приключенческом экшне «Бэтмен» (1966), который был сделан на основе одноимённого телесериала. Свою последнюю кинороль начальника штаба Хэмилтон сыграл в военной комедии Джерри Льюиса «В какой стороне линия фронта?» (1970).

## Карьера на телевидении
С появлением телевидения Хэмилтон долгие годы был ведущим программы «Голливудские кинопробы» (1948—1953) и снялся в паре с Джеком Леммоном в недолговечном ситкоме «Этот замечательный парень» (1949—1950, 3 эпизода). Всего за свою телевизионную карьеру, охватившую период с 1948 по 1971 год, Хэмилтон сыграл в 250 эпизодах 51 телесериала. Среди сериалов с его участием были «Перри Мейсон» (1958—1964, 7 эпизодов), «Истории Уэллс-Фарго» (1958), «Майк Хаммер» (1958), «Мэверик» (1959), «Зорро» (1959), «Сансет Стрип, 77» (1959—1962, 5 эпизодов), «Натянутый канат» (1960), «Папа-холостяк» (1960—1962, 2 эпизода), «Семья Маккой» (1961—1962, 2 эпизода), «Мистер Эд» (1962—1965, 3 эпизода), «За гранью возможного» (1964, 2 эпизода) и «Семейка монстров» (1964). В 1966—1968 годах Хэмилтон сыграл свою самую известную роль комиссара полиции Джеймса Гордона во всех 120 эпизодах телесериала «Бэтмен» (1966—1968). В 1971 году Хэмилтон снялся в криминальном мини-сериале «Исчезнувший» (1971), ставший его последней работой на телевидении.

## Личная жизнь
С 1922 года и вплоть до своей смерти в 1984 году Хэмилтон был женат на Эльзе Козетте Уитмер (англ.  Elsa Cozetta Whitmer). У них был один ребёнок.

## Смерть
Нил Хэмилтон умер 24 сентября 1984 года в возрасте 85 лет в Эскондидо, Калифорния, США, от астмы.

## Фильмография
| Год        |   | Русское название                    | Оригинальное название                | Роль                                               |
| ---------- | - | ----------------------------------- | ------------------------------------ | -------------------------------------------------- |
| 1918       | ф | Любимый самозванец                  | The Beloved Impostor                 |                                                    |
| 1919       | ф | Великий роман                       | The Great Romance                    |                                                    |
| 1923       | ф | Белая роза                          | The White Rose                       | Джон Уайт                                          |
| 1924       | ф | Америка                             | America                              | Натан Холден                                       |
| 1924       | ф | Разве жизнь не чудесна?             | Isn't Life Wonderful                 | Пол                                                |
| 1924       | ф | Шестая заповедь                     | The Sixth Commandment                | Роберт Филдс                                       |
| 1924       | ф | Оборотная сторона жизни             | The Side Show of Life                | Чарльз Верити-Стюарт                               |
| 1925       | ф | Золотая принцесса                   | The Golden Princess                  | Теннесси Хантер                                    |
| 1925       | ф | Маленькая французская девочка       | The Little French Girl               | Джайлс Брэдли                                      |
| 1925       | ф | Мужчины и женщины                   | Men and Women                        | Нед Сибери                                         |
| 1925       | ф | Новые мётлы                         | New Brooms                           | Томас Бейтс - младший                              |
| 1925       | ф | Великолепное преступление           | The Splendid Crime                   | Боб Апн Дпйк                                       |
| 1925       | ф | Улица забытых мужчин                | The Street of Forgotten Men          | Филип Пейтон                                       |
| 1926       | ф | Красавчик Жест                      | Beau Geste                           | Дигби Жест                                         |
| 1926       | ф | Золото пустыни                      | Desert Gold                          | Джордж Торн                                        |
| 1926       | ф | Дипломатия                          | Diplomacy                            | Джулиан Уэймаут                                    |
| 1926       | ф | Великий Гэтсби                      | The Great Gatsby                     | Ник Каррауэй                                       |
| 1927       | ф | Девушка счастья                     | The Joy Girl                         | Джон Джеффри Флит                                  |
| 1927       | ф | Учитель музыки                      | The Music Master                     | Беверли Крюгер                                     |
| 1927       | ф | Прожектор                           | The Spotlight                        | Норман Брук                                        |
| 1927       | ф | Десять современных заповедей        | Ten Modern Commandments              | Тод Гилберт                                        |
| 1928       | ф | Не женитесь                         | Don't Marry                          | Генри Уиллоуби                                     |
| 1928       | ф | Хватка Юкона                        | The Grip of the Yukon                | Джек Эллиотт                                       |
| 1928       | ф | Последние новости                   | Hot News                             | Скуп Морган                                        |
| 1928       | ф | Матушка Мэкри                       | Mother Machree                       | Брайан                                             |
| 1928       | ф | Патриот                             | The Patriot                          | кронпринц Александер                               |
| 1928       | ф | Столкновение                        | The Showdown                         | Уилсон Шелдон                                      |
| 1928       | ф | Что-то всегда происходит            | Something Always Happens             | Родерик Кесвик                                     |
| 1928       | ф | Забери меня домой                   | Take Me Home                         | Дэвид Норт                                         |
| 1928       | ф | Три уик-энда                        | Three Weekends                       | Джеймс Гордон                                      |
| 1928       | ф | Что за ночь!                        | What a Night!                        | Джо Мэдисон                                        |
| 1929       | ф | Опасная женщина                     | A Dangerous Woman                    | Бобби Грагори                                      |
| 1929       | ф | Затемнённые комнаты                 | Darkened Rooms                       | Эмери Джейго                                       |
| 1929       | ф | Любовная ловушка                    | The Love Trap                        | Пол Харрингтон                                     |
| 1929       | ф | Таинственный доктор Фу Манчу        | The Mysterious Dr. Fu Manchu         | доктор Джек Петри                                  |
| 1929       | ф | Тайна убийства на студии            | The Studio Murder Mystery            | Тони Уайт                                          |
| 1929       | ф | Зачем быть хорошим?                 | Why Be Good?                         |                                                    |
| 1930       | ф | Кибитцер                            | The Kibitzer                         | Эдди Браун                                         |
| 1930       | ф | Война любого                        | Anybody's War                        | Ред Рейнхардт                                      |
| 1930       | ф | Кот крадётся                        | The Cat Creeps                       | Чарльз Уайлдер                                     |
| 1930       | ф | Утренний патруль                    | The Dawn Patrol                      | майор Бранд                                        |
| 1930       | ф | Леди должны играть                  | Ladies Must Play                     | Энтони Грегг                                       |
| 1930       | ф | Возвращение доктора Фу Манчу        | The Return of Dr. Fu Manchu          | доктор Джек Петри                                  |
| 1930       | ф | Вдова из Чикаго                     | The Widow from Chicago               | »Свифти» Дорган                                    |
| 1930       | ф | Бывшая любовница                    | Ex-Flame                             | сэр Карлайл Остин                                  |
| 1931       | ф | Выступление по команде              | Command Performance                  | Питер Фёдор / принц Алексис                        |
| 1931       | ф | Великий любовник                    | The Great Lover                      | Карло Джнейно                                      |
| 1931       | ф | Смеющиеся грешники                  | Laughing Sinners                     | Ховард «Хоуди» Палмер                              |
| 1931       | ф | Грех Мадлон Клоде                   | The Sin of Madelon Claudet           | Ларри                                              |
| 1931       | ф | Шпион                               | The Spy                              | Иван Турин                                         |
| 1931       | ф | Незнакомцы могут поцеловаться       | Strangers May Kiss                   | Алан                                               |
| 1931       | ф | Этот современный век                | This Modern Age                      | Роберт «Боб» Блейк - младший                       |
| 1932       | ф | Животное царство                    | The Animal Kingdom                   | Оуэн                                               |
| 1932       | ф | Вы слушаете?                        | Are You Listening?                   | Джек Клэйтон                                       |
| 1932       | ф | Тарзан — человек-обезьяна           | Tarzan the Ape Man                   | Гарри Холт                                         |
| 1932       | ф | Двое против всего мира              | Two Against the World                | мистер Дэвид «Дэйв» Нортон                         |
| 1932       | ф | Мокрый парад                        | The Wet Parade                       | Роджер Чиликот - младший                           |
| 1932       | ф | Сколько стоит Голливуд?             | What Price Hollywood?                | Лонни Борден                                       |
| 1932       | ф | Женщина в комнате 13                | The Woman in Room 13                 | Пол Рэмзи                                          |
| 1933       | ф | Как повелевает дьявол               | As the Devil Commands                | доктор Дэвид Грэм                                  |
| 1933       | ф | Леди должны любить                  | Ladies Must Love                     | Билли Лэнгхорн                                     |
| 1933       | ф | Одним воскресным днём               | One Sunday Afternoon                 | Хьюго Барнстед                                     |
| 1933       | ф | Шёлковый экспресс                   | The Silk Express                     | Дональд Килгор                                     |
| 1933       | ф | Террор на борту                     | Terror Aboard                        | Джеймс Коулз                                       |
| 1933       | ф | Мир сошёл с ума                     | The World Gone Mad                   | Лайонел Хьюстон                                    |
| 1934       | ф | Свидание вслепую                    | Blind Date                           | Боб                                                |
| 1934       | ф | С вашего позволения                 | By Your Leave                        | Дэвид Маккензи                                     |
| 1934       | ф | Леди-беглянка                       | Fugitive Lady                        | Дональд Брукс                                      |
| 1934       | ф | А вот и жених                       | Here Comes the Groom                 | Джим                                               |
| 1934       | ф | Одно увлекательное приключение      | One Exciting Adventure               | Уолтер Стоун                                       |
| 1934       | ф | Тарзан и его подруга                | Tarzan and His Mate                  | Гарри Холт                                         |
| 1934       | ф | Две головы на подушке               | Two Heads on a Pillow                | Джон С. Смит                                       |
| 1934       | ф | Мистер Стрингфеллоу говорит нет     | Mr. Stringfellow Says No             | Джереми Стрингфеллоу                               |
| 1934       | ф | Смелый молодой человек              | The Daring Young Man                 | Джеральд Рэйбёрн                                   |
| 1935       | ф | Корпорация «Медовый месяц»          | Honeymoon Limited                    | Дик Спенсер Гордон / Гулливер                      |
| 1935       | ф | Пчеловод                            | The Keeper of the Bees               | Джеймс «Джейми» Льюис Макфарленд                   |
| 1935       | ф | Мятеж впереди                       | Mutiny Ahead                         | Кент Брюстер                                       |
| 1936       | ф | Всё в жизни                         | Everything in Life                   | Джеффри Лоринг                                     |
| 1936       | ф | Южные розы                          | Southern Roses                       | Реджи                                              |
| 1936       | ф | Ты должен жениться                  | You Must Get Married                 | Майкл Браун                                        |
| 1936       | ф | Парижская жизнь                     | Parisian Life                        | Жак                                                |
| 1937       | ф | Леди, ведите себя прилично!         | Lady Behave!                         | Стивен Кормак                                      |
| 1937       | ф | Суд над Портией                     | Portia on Trial                      | Эрл Кондон                                         |
| 1937       | ф | Тайные жизни                        | Secret Lives                         | лейтенант Пьер де Монмайон                         |
| 1938       | ф | Убийство на Голливудском стадионе   | Hollywood Stadium Mystery            | Билл Девонс                                        |
| 1938       | ф | Армейская девушка                   | Army Girl                            | капитан Джо Шуйлер                                 |
| 1939       | ф | Святой наносит ответный удар        | The Saint Strikes Back               | Аллан Брек                                         |
| 1940       | ф | Расточительный                      | Pound Foolish                        | Стивен Ланкастер                                   |
| 1940       | ф | Королева мафии                      | Queen of the Mob                     | первый шеф ФБР                                     |
| 1941       | ф | Опасная леди                        | Dangerous Lady                       | Дюк Мартиндел                                      |
| 1941       | ф | Отец женится                        | Father Takes a Wife                  | Винсент Стюарт                                     |
| 1941       | ф | Федеральные беженцы                 | Federal Fugitives                    | капитан Джеймс Мэдисон / Роберт Эдмандс            |
| 1941       | ф | Король техасский рейнджеров         | King of the Texas Rangers            | Джон Бартон / его двойник                          |
| 1941       | ф | Посмотрите, кто смеётся             | Look Who's Laughing                  | Хилари Хортон                                      |
| 1941       | ф | Они встречаются снова               | They Meet Again                      | губернатор С. Норт                                 |
| 1942       | ф | Слишком много женщин                | Too Many Women                       | Ричард Саттон                                      |
| 1942       | ф | Крест обозначает точку              | X Marks the Spot                     | Джон Джей Андервуд                                 |
| 1942       | ф | Секреты криминального подполья      | Secrets of the Underground           | Гарри Кермит                                       |
| 1943       | ф | Всё сам                             | All by Myself                        | Марк Тёрнер                                        |
| 1944       | ф | Когда незнакомцы женятся            | When Strangers Marry                 | лейтенант полиции Блейк                            |
| 1945       | ф | Миллионы Брюстера                   | Brewster's Millions                  | мистер Грант                                       |
| 1948       | с | Голливудский экранный тест          | Hollywood Screen Test                | ведущий                                            |
| 1949       | с | NBC представляет                    | NBC Presents                         | (3 эпизода)                                        |
| 1949—1956  | с | Телевизионный театр «Крафта»        | Kraft Television Theatre             | разные роли (2 эпизода)                            |
| 1950       | с | Театр «Звёздный свет»               | Starlight Theatre                    | (1 эпизод)                                         |
| 1950       | с | Этот чудесный парень                | That Wonderful Guy                   | Франклин Вестбрук (3 эпизода)                      |
| 1950       | с | Театр «Армстронга»                  | Armstrong Circle Theatre             | (1 эпизод)                                         |
| 1951—1952  | с | Шоу Фрэнсес Лэнгфорд и Дона Амичи   | The Frances Langford-Don Ameche Show | (регулярно)                                        |
| 1952       | с | Телевизионный театр Бродвея         | Broadway Television Theatre          | (1 эпизод)                                         |
| 1954       | с | Час «Юнайтед Стейтс Стил»           | The United States Steel Hour         | полковник Костелло (1 эпизод)                      |
| 1954       | с | Лучшее на Бродвее                   | The Best of Broadway                 | Чарли Рэндольф (1 эпизод)                          |
| 1955       | ф | Убийство на Вилле Капри             | Murder in Villa Capri                | капитан полиции Брэйди                             |
| 1957       | с | Шоу Гейл Сторм                      | The Gale Storm Show: Oh! Susanna     | Герберт Паскаль (1 эпизод)                         |
| 1958       | с | Телефонное время                    | Telephone Time                       | Царь Гиерон II (1 эпизод)                          |
| 1958       | с | Истории Уэллс-Фарго                 | Tales of Wells Fargo                 | (1 эпизод)                                         |
| 1958       | с | Майк Хаммер                         | Mike Hammer                          | Арнольд Стерлинг (1 эпизод)                        |
| 1958       | с | Приключения Джима Боуи              | The Adventures of Jim Bowie          | Джон Говард Пейн (1 эпизод)                        |
| 1958—1964  | с | Перри Мейсон                        | Perry Mason                          | разные роли (7 эпизодов)                           |
| 1959       | с | Опознание                           | The Lineup                           | (1 эпизод)                                         |
| 1959       | с | Шоу Денниса О’Кифа                  | The Dennis O'Keefe Show              | Майлс Роджерс (1 эпизод)                           |
| 1959       | с | Кольт 45-го калибра                 | Colt .45                             | капитан Джонсон (1 эпизод)                         |
| 1959       | с | Мэверик                             | Maverick                             | бригадный генерал Арчибальд Вандергельт (1 эпизод) |
| 1959       | с | Зорро                               | Zorro                                | Дон Хиларио (1 эпизод)                             |
| 1959 —1962 | с | Сансет-Стрип, 77                    | 77 Sunset Strip                      | разные роли (5 эпизодов)                           |
| 1960       | с | Человек из Чёрного орла             | The Man from Blackhawk               | Стэплтон (1 эпизод)                                |
| 1960       | с | Натянутый канат                     | Tightrope                            | Филип Пёрселл (1 эпизод)                           |
| 1960       | с | Ритмы Бурбон-стрит                  | Bourbon Street Beat                  | Джулиус Борден (1 эпизод)                          |
| 1960—1961  | с | Сажать в тюрьму                     | Lock Up                              | разные роли (2 эпизода)                            |
| 1960—1962  | с | Папа-холостяк                       | Bachelor Father                      | разные роли (2 эпизода)                            |
| 1961       | ф | Маленький пастырь грядущего царства | The Little Shepherd of Kingdom Come  | генерал Дин                                        |
| 1961       | ф | Рука дьявола                        | The Devil's Hand                     | Фржнсис Ламонт                                     |
| 1961       | с | Харриган и сын                      | Harrigan and Son                     | Джексон Твейл (1 эпизод)                           |
| 1961       | с | Сёрфсайд 6                          | Surfside 6                           | судья Деннинг (1 эпизод)                           |
| 1961       | с | Следуй за солнцем                   | Follow the Sun                       | Том (1 эпизод)                                     |
| 1961       | с | Акванавты                           | The Aquanauts                        | Ларри Ла Бо (1 эпизод)                             |
| 1961—1962  | с | Семья Маккой                        | The Real McCoys                      | разные роли (2 эпизода)                            |
| 1962       | с | Гавайский детектив                  | Hawaiian Eye                         | Джед Саттон (1 эпизод)                             |
| 1962       | с | Приграничный цирк                   | Frontier Circus                      | Джейсон Гласс (1 эпизод)                           |
| 1962       | с | Автобусная остановка                | Bus Stop                             | Брюс Гордон (1 эпизод)                             |
| 1962—1965  | с | Мистер Эд                           | Mister Ed                            | разные роли (3 эпизода)                            |
| 1963       | с | Главный госпиталь                   | General Hospital                     | Филип Мерсер (1 эпизод)                            |
| 1964       | ф | Хороший сосед Сэм                   | Good Neighbor Sam                    | Ларри Болинг                                       |
| 1964       | ф | Козёл отпущения                     | The Patsy                            | парикмахер                                         |
| 1964       | с | За гранью возможного                | The Outer Limits                     | разные роли (2 эпизода)                            |
| 1964       | с | Семейка монстров                    | The Munsters                         | Малколм (1 эпизод)                                 |
| 1964       | с | Шоу Кары Уильямс                    | The Cara Williams Show               | Филлипс (1 эпизод)                                 |
| 1964       | с | Профили отваги                      | Profiles in Courage                  | губернатор Джон Уинтроп (1 эпизод)                 |
| 1965       | ф | Семейные драгоценности              | The Family Jewels                    | адвокат                                            |
| 1965       | с | Театр саспенса «Крафт»              | Kraft Suspense Theatre               | мистер Харкин (2 эпизода)                          |
| 1965       | с | Хэнк                                | Hank                                 | профессор Тёрнбулл (1 эпизод)                      |
| 1966       | ф | Бэтмен                              | Batman: The Movie                    | комиссар Гордон                                    |
| 1966       | ф | Мадам Икс                           | Madame X                             | Скотт Льюис (в титрах не указан)                   |
| 1966—1968  | с | Бэтмен                              | Batman                               | комиссар Гордон (120 эпизодов)                     |
| 1967       | ф | Бэтгёрл                             | Batgirl                              | комиссар Гордон                                    |
| 1969       | ф | Стратегия террора                   | Strategy of Terror                   | мистер Харкин                                      |
| 1969       | с | Шоу Дебби Рейнолдс                  | The Debbie Reynolds Show             | Дэррил Ф. Зигфелд (1 эпизод)                       |
| 1970       | ф | В какой стороне линия фронта?       | Which Way to the Front?              | начальник штаба                                    |
| 1971       | с | Исчезнувшие                         | Vanished                             | Меррихью                                           |